# Werchneje Dubrowo (Swerdlowsk)
Werchneje Dubrowo (russisch Ве́рхнее Дубро́во) ist eine Siedlung städtischen Typs in der Oblast Swerdlowsk in Russland mit 4791 Einwohnern (Stand 14. Oktober 2010).

## Geographie
Der Ort liegt etwa 30 km Luftlinie ostsüdöstlich des Oblastverwaltungszentrums Jekaterinburg östlich des Ural. Er befindet sich am Oberlauf der Brussjanka, eines linken Nebenflusses der Isset.
Werchneje Dubrowo bildet als dessen einzige Ortschaft einen gleichnamigen Stadtkreis.

## Geschichte
Der Ort geht auf eine Stationssiedlung Kossulino zurück, die 1889 an der 1885 eröffneten Bahnstrecke Jekaterinburg – Tjumen, heute Teil der Transsibirischen Eisenbahn, entstand, die Bezeichnung Kossulino wiederum auf eine nahe, seit 1834 existierende Goldschürfe. Um die Wende zum 20. Jahrhundert wurde bei der Bahnstation ein Kalkwerk errichtet. Nach dessen Ausbau in den 1930er-Jahren und im Rahmen der Umprofilierung auf die Schleifmittelherstellung erhielt der Ort 1940 (nach anderen Angaben 1946 oder bereits 1928) den Status einer Siedlung städtischen Typs unter der heutigen Bezeichnung, abgeleitet vom Namen der nahen Lokalität Werchnjaja Dubrawa, etwa „Oberer Hain“.
1994 wurde Werchneje Dubrowo aus dem Belojarski rajon mit Sitz im 20 km östlich gelegenen Belojarski ausgegliedert, zu dem es seit dessen Gründung 1937 gehörte; seit 1. Januar 2006 bildet es einen eigenständigen Stadtkreis.

### Bevölkerungsentwicklung
| Jahr | Einwohner |
| ---- | --------- |
| 1959 | 4038      |
| 1970 | 4455      |
| 1979 | 5085      |
| 1989 | 5220      |
| 2002 | 4673      |
| 2010 | 4791      |

Anmerkung: Volkszählungsdaten

## Verkehr
In Werchneje Dubrowo befindet sich die Station Kossulino der Transsibirischen Eisenbahn (Streckenkilometer 1849 ab Moskau), die auf diesem Abschnitt 1885 eröffnet wurde und seit 1976 elektrifiziert ist. Westlich der Station zweigt die weiträumige südliche Güterumgehungsstrecke um Jekaterinburg ab.
An der Siedlung führt die dort autobahnartig ausgebaute föderale Fernstraße R351 (Teil der Europastraße 22) von Jekaterinburg nach Tjumen vorbei. Gut 2 km südwestlich des Ortes zweigt an einem Autobahndreieck die R354 nach Kurgan ab.